# 阿格瑪潘鰍
阿格瑪潘鰍為輻鰭魚綱鯉形目鰍科的其中一種，為熱帶淡水魚，分布於亞洲婆羅洲砂拉越及汶萊的淡水流域，體長可達6.3公分，棲息在底層水域，生活習性不明。

## 扩展阅读
維基物種上的相關：阿格瑪潘鰍